# Ctenomys flamarioni
Туко-туко дюнний (Ctenomys flamarioni) — вид гризунів родини тукотукових, який зустрічається уздовж південно-східного узбережжя Бразилії. Оцінка щільності населення: 6 особин на гектар. Живе серед дюн на березі моря, в умовах високої солоності і бідної рослинності.

## Етимологія
Вид названий на честь доктора Луїза Фламаріона Барбоса де Олівейра, бразильського зоолога.

## Загрози та охорона
На півночі ареалу знаходиться в області, яка перебуває під тиском урбанізації. Проживає в одній природоохоронній зоні.